# 320省道 (新疆维吾尔自治区)
新疆省道320，又称塔喀线，是新疆维吾尔自治区省道之一。 320省道起于塔克什肯口岸，终于喀拉通克镇境内的 阿巴线，其中桑格尔乌至科克塔斯段与 青土线并行。塔喀线亦是 亞洲公路4号线的一部分，与之并行的新疆高速S18塔喀高速正在建设中。